# ناصر محمد أبو زقول
ناصر محمد أبو زقول من مواليد منطقة نخل (جنوب وسط سيناء) من مواليد عام 1968 م من قبيلة التياها بسيناء.

## إنضمامه إلى القاعدة
انضم إلى تنظيم التوحيد والجهاد عام 2005 حيث أنه قد تعرف إلى زعيم تنظيم «التوحيد والجهاد» نصر خميس الملاحي في بدايات تشكيل التنظيم قبل عام 2005 وساعد «الملاحى» على الهرب بعد تفجيرات طابا ونويبع في عام 2005 حُكم بالسجن 10 سنوات في القضية لكنه فر في أحداث اقتحام السجون إبان تظاهرات ثورة يناير كانون الثاني 2011، تلقى الفكر الجهادي خلال فترة سجنه على يد مُنظر «الناجون من النار» مجدي الصفتي ، وعندما فر مع مجموعة من أبناء سيناء والدلتا، توجهوا جميعاً إلى شمال سيناء، وبدأوا في تشكيل تنظيم «أنصار بيت المقدس»  والذي تحول بعد ذلك إلى تنظيم ولاية سيناء بعد مبايعته لتنظيم الدولة الإسلامية.

## مقتله
ظل 3 سنوات متمركزا في جبال منطقة العجمة الواقعة بين مدينة نخل بوسط سيناء ورأس سدر التابعة لمحافظة جنوب سيناء  وظل «أبوزقول» ونجله «محمد» يقاومان القوات حتى سقطا قتيلين على يد مجموعة من قوات الجيش المصرى.